# Luis García Meza
Luis García Meza Tejada (La Paz, Bolivia; 8 de agosto de 1929 - 29 de abril de 2018) fue un militar y general de división boliviano, fungió como presidente de Bolivia en carácter de facto y dictatorial desde el 17 de julio de 1980 hasta su renuncia del 4 de agosto de 1981. Su gobierno forma parte del periodo de los gobiernos militares.
Tras el triunfo del expresidente Hernan Siles Zuazo en las elecciones presidenciales de Bolivia de 1980, García Meza impidió que este lograra tomar posesión, derrocando a la presidenta constitucional transitoria Lidia Gueiler. Como general de ejército y jefe de las Fuerzas Armadas de Bolivia, lideró el golpe de Estado de 1980.
En febrero de 1986, el entonces Congreso Nacional, actualmente Asamblea Legislativa Plurinacional,  determinó la existencia de indicios de culpabilidad de Luis García Meza y estableció la necesidad de iniciar un juicio contra él y sus colaboradores más cercanos por diferentes crímenes que cometieron, entre ellos: El asesinato de Marcelo Quiroga Santa Cruz, Carlos Flores Bedregal y Gualberto Vega Yapura durante el asalto a la COB, García Meza procesado por delitos de corrupción y narcotráfico. La Corte Suprema de Justicia de Bolivia abrió un juicio de responsabilidades en su contra, huyó del país durante la primera etapa del juicio, siendo condenado en ausencia el año 1993 a 30 años de cárcel.  El 11 de marzo de 1994,  fue capturado por la Policía Federal del Brasil en la ciudad de São Paulo. El proceso de extradición desde Brasil a Bolivia, duró casi un año en la Corte Suprema de Justicia de Brasil que finalmente aprobó la extradición.
García Meza llegó a La Paz el 15 de marzo de 1995, desde donde fue trasladado inmediatamente a la cárcel de máxima seguridad de Chonchocoro para cumplir su condena. En enero de 2017 el Tribunal de Roma lo condenó a cadena perpetua por delitos cometidos contra italo-americanos durante la operación represiva denominada Plan Cóndor llevada a cabo por gobiernos dictatoriales de América Latina. García Meza falleció el 29 de abril de 2018 a causa de complicaciones cardiacas sin haber cumplido la totalidad de su condena.

## Biografía

### Primeros años
García Meza nació el 8 de agosto de 1929 en la ciudad de La Paz,  Provenía de una familia acomodada económicamente de clase media de la década de 1920.[cita requerida] Realizó sus estudios primarios y secundarios en el colegio La Salle de La Paz.
Continuó con sus estudios superiores ingresando en 1948 al Colegio Militar del Ejército y egresando como subteniente de Caballería en 1952 a sus 23 años de edad.

#### Vida militar
Mientras se encontraba estudiando en el Colegio Militar con el rango de cadete, estalló la Revolución Nacional de 1952. Para contener al pueblo y detener las manifestaciones de esa época (liderado por el partido político Movimiento Nacionalista Revolucionario MNR), el entonces Presidente  Hugo Ballivián Rojas, dio la orden de movilizar a todos los cuarteles para que los militares, soldados y cadetes contuvieran al pueblo y evitaran la revolución, y de ser necesario utilizaran las armas para pacificar y establecer el orden.
Cuando el MNR subió al poder una vez terminada la Revolución de 1952, el partido político dio de baja del Colegio Militar  a todos los cadetes que participaron en la Revolución con la excusa de haber utilizado sus armas contra el pueblo. Entre todos esos cadetes echados a la calle, se encontraba Luis García Meza. Pero al poco tiempo, y después de tratar de demostrar su inocencia más las influencias de algunos sus familiares, Luis García Meza pudo reincorporarse  al Colegio Militar (siendo el único cadete de su curso militar que puedo volver a la institución). [cita requerida]Muchos militares de aquella época guardaron un gran rencor  durante muchos años contra el  MNR y su líder Víctor Paz Estenssoro, por esta acción que el partido había realizado contra los militares.[cita requerida]
Una vez egresado como subteniente, García Meza fue instructor de caballería desde 1956 hasta 1957. Posteriormente fue nombrado Comandante de Compañía del Colegio Militar del Ejército entre los años 1963 y 1964. Participó en la toma del Palacio de Gobierno en el golpe de Estado que dio el general René Barrientos Ortuño al presidente  Víctor Paz Estenssoro en noviembre de 1964.
Para 1970, García Meza fue segundo comandante de la EMSE (Escuela Militar de Sargentos del Ejército) durante el gobierno de Alfredo Ovando Candia. Desempeñó cargos como segundo comandante del Colegio Militar del Ejército en 1971 bajo el gobierno de Juan José Torres. También fue comandante del regimiento de caballería Ballivián en la ciudad de Trinidad, Beni. Fue comandante de la EAA (Escuela de Aplicación de Armas) en 1976. jefe de Estado Mayor de la VII división de Cochabamba en 1977 y Comandante de la VI división de Trinidad en 1978.[cita requerida]
En 1979,  llegó a ser comandante del Colegio Militar del Ejército, y en noviembre de 1979 obtuvo el grado de comandante del Ejército de Bolivia.

## La violencia previa al golpe militar
Ya durante el gobierno de Lidia Gueiler los militares habían forzado su punto de vista sobre la dirección civil. En noviembre de 1979, pocos días después de que Gueiler tomara el cargo de Presidenta interina, García Meza lideró un mini-golpe, exigiendo la destitución del Comandante del Ejército, General Rocha. El débil gobierno provisional de Gueiler tuvo que acceder al cambio. El 21 de marzo de 1980 el sacerdote jesuita Luis Espinal Camps, crítico de cine y director del semanario Aquí, fue secuestrado, torturado y asesinado. A su entierro asistieron 70 000 personas como muestra de repudio al crimen. En mayo de 1980 el coronel Terrazas intentó agredir físicamente a la presidenta Gueiler. En junio de 1980 una avioneta con los líderes de Unidad Democrática y Popular (UDP) cayó a tierra en circunstancias poco claras. Todos los ocupantes murieron, a excepción de Jaime Paz Zamora quien sufrió graves quemaduras. La avioneta pertenecía a una compañía de taxis aéreos de propiedad de Luis Arce Gómez. El Batallón de Inteligencia 601 del ejército argentino participó en el golpe de Estado en Bolivia de 1980.[cita requerida]

## Dictadura de García Meza (1980-1981)
El gobierno de García Meza, falto de toda clase de apoyo político o social, hizo uso del terrorismo desde el Ministerio del Interior a la cabeza de Luis Arce Gómez. Hubo alrededor de 500 víctimas de sus acciones entre desapariciones forzadas, torturas y persecuciones y alrededor de 4000 detenidos según los registros de la ASOFAMB. Notable entre los muertos es Marcelo Quiroga Santa Cruz su compañero de curso, diputado nacional promotor del juicio de responsabilidades al  dictador Hugo Banzer. 
También se generó la masacre en los centros mineros de Viloco y Caracoles
Posteriormente se produjo el asesinato de ocho líderes la dirigencia clandestina del Movimiento de Izquierda Revolucionaria (MIR) en la Masacre de la Calle Harrington (La Paz) el 15 de enero de 1981. La única persona que logró escapar con vida fue Gloria Ardaya, que posteriormente fue apresada, torturada y exiliada.
Entre los actos de corrupción que se atribuyen a García Meza, se cuenta la venta de los diarios del Che Guevara, robados de las bóvedas del Banco Central, el robo de los vidrios rayban de la Piscina Olímpica de La Paz y la concesión de un contrato de explotación de piedras semi-preciosas en La Gaiba a una empresa brasileña por parte de los comandantes militares. Además se ha vinculado el crecimiento del narcotráfico en Bolivia a un apoyo gubernamental no oficial a la práctica de la actividad en el Chapare.
Su gobierno fue corrupto y autoritario, además de estar internacionalmente aislado. Un indicio de que su gobierno estuvo financiado por el narcotráfico es que su Ministro del Interior, Luis Arce Gómez, fue extraditado a los Estados Unidos durante el gobierno de Jaime Paz Zamora por estar involucrado en narcotráfico. En el golpe de Estado, participaron paramilitares reclutados por Klaus Barbie (que utilizaba el apellido Altman) y el miembro de la operación Gladio, Stefano Delle Chiaie. Paramilitares como Joachim Fiebelkorn y Ernesto Milà tuvieron implicación en el golpe.

### Caída
Las luchas internas entre diferentes facciones militares sumadas a la presión constante de la embajada y el Gobierno estadounidenses y la extrema izquierda llevaron a que el 4 de agosto de 1981 García Meza renunciara para acceder al poder el general Celso Torrelio Villa. En julio de 1982, el sector militar que respondía a García Meza volvió a intentar un golpe de Estado fallido en su ausencia, que provocó la caída de Torrelio Villa y su reemplazo por el general Guido Vildoso Calderón, con el mandato de comenzar a organizar la transición hacia un régimen democrático. Los tiempos se aceleraron cuando el 17 de septiembre de 1982, una huelga general convocada por la COB (Central Obrera Boliviana) puso al país al borde de la guerra civil.[cita requerida] La dictadura militar colapsó y el poder le fue entregado a un Congreso nacional conformado según la composición de 1980, que decidió considerar válidas las elecciones de 1980 y designar en consecuencia a Hernán Siles Zuazo como presidente.
Finalizado el proceso de dictadura militar, el presidente electo, Hernán Siles Zuazo del partido UDP (Unidad Democrática y Popular) recibió una Bolivia quebrada económicamente, toda América Latina se encontraba en su década perdida. Bolivia sufrió una hiperinflación (27 000 %) que destruyó el poder adquisitivo de los asalariados, llevando al país a la anarquía. Esa situación se debió a 18 años de sucesivos gobiernos de golpes militares de Estado en Bolivia (1964-1982).

## Juicio (1986-1993)
En febrero de 1986, el  Congreso Nacional, actualmente Asamblea Legislativa Plurinacional, determina que había indicios de culpabilidad de parte de Luis García Meza en la desaparición forzada de personas durante su gobierno y otras acciones criminales, estableciendo la necesidad de iniciarle un juicio a él a sus colaboradores más cercanos. La Corte Suprema de Justicia de Bolivia  abrió un juicio de responsabilidades en su contra por sus actos criminales realizados durante su dictadura. Se le terminó juzgando  por 8 delitos penales:
- Delitos contra la Constitución Política del Estado.
- Asalto a la Central Obrera Boliviana (COB) y asesinato de líderes de izquierda entre los que se encontraba Marcelo Quiroga.
- Genocidio y masacre sangrienta en la Calle Harrington (en La Paz).
- Explotación ilegal de piedras semipreciosas en los yacimientos de la Gaiba "La Gaiba" (en el oriente boliviano).
- Utilización arbitraria de vidrios rayban de la Piscina Olímpica de Alto Obrajes.
- Compra irregular de equipos petroleros.
- Puerto Norte: Pago irregular de maquinaria agrícola y ganado, fertilizantes químicos, productos agroquímicos y materiales de infraestructura.
- Cobro irregular de un cheque de 278 mil dólares.

### Sentencia
Cuando el juicio comenzó en 1986, existían 58 personas implicadas siendo procesadas por la justicia boliviana. A lo largo del desarrollo del juicio 5 de ellas murieron. De los 53, solo 6 fueron declarados absueltos o inocentes. Los restantes 47 involucrados, recibieron condenas de diferentes magnitudes empezando por García Meza y su principal colaborador Luis Arce Gómez.
El 21 de abril de 1993 la corte sentenció finalmente y dio las siguientes condenas:
- Luis García Meza Tejada (Presidente de Facto de Bolivia) fue sentenciado a 30 años de prisión.
- Luis Arce Gómez (ministro del interior) fue sentenciado a 30 años de prisión.
- Waldo Bernal Pereira (exmiembro de la junta de comandantes) fue sentenciado a 5 años de prisión.
- Armando Reyes Villa (ministro de defensa y comandante en jefe de las fuerzas armadas de Bolivia) fue sentenciado a 2 años de prisión.

El abogado Juan del Granado, posteriormente diputado y alcalde de La Paz, fue una figura clave en enjuiciar a Luis García Meza.
Luis García Meza estuvo presente en Chuquisaca para declarar en el juicio, en el que resultó culpable por crímenes a los derechos humanos.

### Fuga y captura (1994-1995)
García Meza fugó al Brasil en donde vivió clandestinamente, escapando de la justicia boliviana. El 11 de marzo de 1994, García Meza fue capturado por la Policía Federal del Brasil en la ciudad de São Paulo. El proceso de extradición desde Brasil a Bolivia, duró casi un año en la Corte Suprema de Justicia de Brasil que finalmente aprobó la extradición.
García Meza llegó al Aeropuerto Internacional El Alto de la ciudad de La Paz el 15 de marzo de 1995, desde donde fue trasladado inmediatamente a la cárcel de máxima seguridad de Chonchocoro.

## Prisión (1995-2018)

### Chonchocoro (1995-2008)
García Meza pasó en la prisión de Chonchocoro alrededor de 13 años desde 1995 hasta el año 2008.

### Hospital Cossmil y últimos años (2008-2018)
Los últimos diez años de su vida,  García Meza Tejada pasó su condena en COSSMIL (un Hospital Militar), desde el año 2008 hasta su fallecimiento en 2018, sin cumplir la totalidad de su condena que lo obligaba a pasar recluso hasta el 15 de marzo de 2025. Falleció de una obstrucción respiratoria el 29 de abril de 2018.